# Savannakhét Provincial Stadium
Savannakhét Provincial Stadium – wielofunkcyjny stadion w Savannakhét, w Laosie. Mieści 15 000 osób. Rozgrywane są nim głównie mecze piłki nożnej. Swoje mecze rozgrywa na nim drużyna piłkarska Savannakhét FC. Został wybudowany w 2006.